# John Gutfreund
John Halle Gutfreund (Manhattan, 14 de septiembre de 1929-Manhattan, 9 de marzo de 2016) fue un empresario e inversor estadounidense. Fue CEO de Salomon Brothers, un banco de inversión que ganó gran notoriedad hacia 1980. Gutfreund convirtió Salomon Brothers, de ser una mediana sociedad de negocios, en uno de los mayores bancos de Estados Unidos, con cotización  en el índice de Wall Street. En 1985, la revista Bloomberg Businessweek le dio el sobrenombre de "King of Wall Street".

## Biografía
Gutfreund se educó en el seno de una familia judía, en Scarsdale, un suburbio de Nueva York. Su padre, Manuel Gutfreund, era el dueño de un próspera compañía. Estudió en Lawrenceville School y en 1951, Gutfreund se graduó en el Oberlin College de Ohio, con un grado B.A. en inglés. Ese mismo año se alistó en el Ejército. En 1953, ya licenciado de la milicia, el joven Gutfreund aceptó la invitación de Billy Salomon, de Salomon Brothers y se unió a ellos como trainee en el departamento estadístico. En realidad, Manuel Gutfreund era muy amigo de Billy Salomon, uno de los tres hermanos fundadores de la entidad. 
Gutfreund se casó en dos ocasiones. En 1958, con Joyce Low, la hija de un rico inversor de Bear Stearns. En 1981, con Susan Penn, una mujer de origen húngaro. Gutfreund murió el 9 de marzo de 2016, a los 86 años de edad.

## Carrera
Tras pasar por varios departamentos de la banca Salomon Brothers, Gutfreund se convirtió en socio de pleno derecho con solo 34 años. En 1978, Billy Salomon nombró a Gutfreund como cabeza visible de la empresa y pasó a ser el ejecutivo mejor pagado de Wall Street.
En 1990, tras doce años como CEO de Salomon Brothers, saltó un escándalo de importancia. El problema vino de la manera de contabilizar las inversiones en el Tesoro estadounidense. A través de Paul Mozer, la entidad hacía ofertas superiores a las permitidas. Cuando las malas prácticas salieron a la luz, Gutfreund no actuó con diligencia ni suspendió a Mozer de inmediato. Así las cosas, el inversor Warren Buffett, que había adquirido recientemente una posición accionarial importante en Salomon Brothers para su empresa, Berkshire Hathaway, exigió su cabeza. A raíz del escándalo, Gutfreund fue forzado a dimitir en 1991.
En enero de 2002, Gutfreund fue nombrado Director sénior y miembro de Comité de dirección del banco de inversión C.E. Unterberg, Towbin. También fue presidente de Gutfreund & Company, empresa de consultoría financiera con sede en Nueva York, especializada en aconsejar a empresas e instituciones financieras de Estados Unidos, Europa y Asia.

## Polémicas
Gutfreund fue uno de los personajes destacados del libro Liar's Poker ("El póker de los mentirosos", 1989), de Michael Lewis, un antiguo empleado de Salomon Brothers. Gutfreund más tarde confesaría a Lewis que "su libro de mierda destruyó mi carrera".